# Scelimena celebica
Scelimena celebica är en insektsart som först beskrevs av Bolívar, I. 1887.  Scelimena celebica ingår i släktet Scelimena och familjen torngräshoppor. Inga underarter finns listade i Catalogue of Life.